# Frente Transversal Nacional e Popular
A Frente Transversal Nacional e Popular é um partido político, nascido a partir da crise econômica da Argentina, em 2001.Os líderes surgiram dos protestos que ocorreram no início da década, embora a maioria deles tinha uma história de militância, principalmente na Central de Trabalhadores Argentinos (CTA).
Com a chegada à presidência de Néstor Kirchner em 2003 e as novas políticas começaram a baixar as taxas de pobreza e desemprego, houve um processo de discussão dentro da militância social e sindical.A abordagem do novo presidente do Partido Justicialista veio de diversas medidas como as que impulsionaram o mercado interno e o consumo popular, a reabertura do julgamento dos responsáveis por violações dos direitos humanos durante a ditadura militar de 1976-1983 e a política externa, abordagem aos governos progressistas e de esquerda na América Latina e o fim do alinhamento automático aos desejos dos Estados Unidos.
Desde as eleições de 2005, a Frente Nacional apoia a Frente para la Victoria e começou a defender abertamente o processo político iniciado pelo governo do ex-presidente Néstor Kirchner e continuado pela atual presidente Cristina Kirchner.
A Frente é liderada por Edgardo Depetri, que veio da Associação dos Funcionários Públicos (união que faz parte do CTA). Atualmente é secretário para as Relações com a Sociedade Civil do governo de Cristina.
Os objetivos atuais do partido é o fortalecimento da democracia e também aprofundar a distribuição de renda, com mais e melhores empregos.